# Írország a 2012. évi nyári olimpiai játékokon
Írország a nagy-britanniai Londonban megrendezett 2012. évi nyári olimpiai játékok egyik részt vevő nemzete volt. Az országot az olimpián 14 sportágban 64 sportoló képviselte, akik összesen 5 érmet szereztek.

## Érmesek
| Érem  | Versenyző        | Sportág   | Versenyszám           |
| ----- | ---------------- | --------- | --------------------- |
| Arany | Katie Taylor     | Ökölvívás | Női könnyűsúly        |
| Ezüst | John Joe Nevin   | Ökölvívás | Férfi harmatsúly      |
| Bronz | Robert Heffernan | Atlétika  | Férfi 50 km gyaloglás |
| Bronz | Cian O’Connor    | Lovaglás  | Díjugratás, egyéni    |
| Bronz | Paddy Barnes     | Ökölvívás | Férfi papírsúly       |
| Bronz | Michael Conlan   | Ökölvívás | Férfi légsúly         |

## Atlétika
Férfi
| Versenyző         | Versenyszám     | Előfutam | Előfutam | Előfutam | Elődöntő | Elődöntő | Elődöntő | Döntő    | Döntő    |
| Versenyző         | Versenyszám     | Idő      | Hely.    | Össz.    | Idő      | Hely.    | Össz.    | Idő      | Helyezés |
| ----------------- | --------------- | -------- | -------- | -------- | -------- | -------- | -------- | -------- | -------- |
| Paul Hession      | 200 m           | 20,69    | 5.       | 27.      | kiesett  | kiesett  | kiesett  | kiesett  | kiesett  |
| Ciaran O’Lionaird | 1500 m          | 3:48,35  | 13.      | 39.      | kiesett  | kiesett  | kiesett  | kiesett  | kiesett  |
| Alistair Cragg    | 5000 m          | 13:47,01 | 17.      | 31.      |          |          |          | kiesett  | kiesett  |
| Mark Kenneally    | Maraton         |          |          |          |          |          |          | 2:21:13  | 57.      |
| Robert Heffernan  | 20 km gyaloglás |          |          |          |          |          |          | 1:20:18  | 9.       |
| Robert Heffernan  | 50 km gyaloglás |          |          |          |          |          |          | 3:37:54  |          |
| Brendan Boyce     | 50 km gyaloglás |          |          |          |          |          |          | 3:55:01  | 29.      |
| Colin Griffin     | 50 km gyaloglás |          |          |          |          |          |          | kizárták | kizárták |

Női
| Versenyző                                                          | Versenyszám     | Előfutam | Előfutam | Előfutam | Elődöntő | Elődöntő | Elődöntő | Döntő    | Döntő    |
| Versenyző                                                          | Versenyszám     | Idő      | Hely.    | Össz.    | Idő      | Hely.    | Össz.    | Idő      | Helyezés |
| ------------------------------------------------------------------ | --------------- | -------- | -------- | -------- | -------- | -------- | -------- | -------- | -------- |
| Joanne Cuddihy                                                     | 400 m           | 52,09    | 4.       | 18.      | 51,88    | 5.       | 16.      | kiesett  | kiesett  |
| Fionnuala Britton                                                  | 5000 m          | 15:12,97 | 10.      | 21.      |          |          |          | kiesett  | kiesett  |
| Fionnuala Britton                                                  | 10 000 m        |          |          |          |          |          |          | 31:46,71 | 15.      |
| Derval O’Rourke                                                    | 100 m gát       | 12,91    | 4.       | 12.      | 12,91    | 5.       | 15.      | kiesett  | kiesett  |
| Stephanie Reilly                                                   | 3000 m akadály  | 9:44,77  | 9.       | 27.      |          |          |          | kiesett  | kiesett  |
| Linda Byrne                                                        | Maraton         |          |          |          |          |          |          | 2:37:13  | 66.      |
| Ava Hutchinson                                                     | Maraton         |          |          |          |          |          |          | 2:37:17  | 68.      |
| Caitriona Jennings                                                 | Maraton         |          |          |          |          |          |          | 3:22:11  | 107.     |
| Olive Loughnane                                                    | 20 km gyaloglás |          |          |          |          |          |          | 1:29:39  | 13.      |
| Laura Reynolds                                                     | 20 km gyaloglás |          |          |          |          |          |          | 1:31:02  | 20.      |
| Marian Andrews-Heffernan Joanne Cuddihy Jessie Barr Michelle Carey | 4 × 400 m váltó | 3:30,55  | 6.       | 13.      |          |          |          | kiesett  | kiesett  |

| Versenyző    | Versenyszám | Selejtező             | Selejtező             | Döntő    | Döntő    |
| Versenyző    | Versenyszám | Eredmény              | Helyezés              | Eredmény | Helyezés |
| ------------ | ----------- | --------------------- | --------------------- | -------- | -------- |
| Deirdre Ryan | Magasugrás  | 185 cm                | 27.                   | kiesett  | kiesett  |
| Tori Pena    | Rúdugrás    | érvényes ugrás nélkül | érvényes ugrás nélkül | kiesett  | kiesett  |

## Cselgáncs
Női
| Versenyző    | Versenyszám | Selejtező         | Nyolcaddöntő                    | Negyeddöntő       | Elődöntő          | Vigaszág elődöntő | Bronz- mérkőzés   | Döntő             | Helyezés |
| Versenyző    | Versenyszám | Ellenfél Eredmény | Ellenfél Eredmény               | Ellenfél Eredmény | Ellenfél Eredmény | Ellenfél Eredmény | Ellenfél Eredmény | Ellenfél Eredmény | Helyezés |
| ------------ | ----------- | ----------------- | ------------------------------- | ----------------- | ----------------- | ----------------- | ----------------- | ----------------- | -------- |
| Lisa Kearney | Légsúly     | erőnyerő          | Vu Su-ken (CHN) · 001(2)-101(1) | kiesett           | kiesett           | kiesett           | kiesett           | kiesett           | 9.       |

## Evezés
Női
| Versenyző      | Versenyszám  | Előfutam | Előfutam | Vigaszág | Vigaszág | Negyeddöntő | Negyeddöntő | Elődöntő | Elődöntő | Elődöntő | Döntő | Döntő   | Döntő | Helyezés |
| Versenyző      | Versenyszám  | Idő      | Hely.    | Idő      | Hely.    | Idő         | Hely.       | Típus    | Idő      | Hely.    | Típus | Idő     | Hely. | Helyezés |
| -------------- | ------------ | -------- | -------- | -------- | -------- | ----------- | ----------- | -------- | -------- | -------- | ----- | ------- | ----- | -------- |
| Sanita Pušpure | Egypárevezős | 7:49,35  | 3.       |          |          | 7:44,19     | 4.          | C/D      | 7:51,69  | 1.       | C     | 7:59,77 | 1.    | 13.      |

## Kajak-kenu

### Síkvízi
Férfi
| Versenyző          | Versenyszám      | Előfutam | Előfutam | Előfutam | Elődöntő | Elődöntő | Elődöntő | Döntő | Döntő  | Döntő    | Helyezés |
| Versenyző          | Versenyszám      | Idő      | Hely.    | Össz.    | Idő      | Hely.    | Össz.    | Típus | Idő    | Helyezés | Helyezés |
| ------------------ | ---------------- | -------- | -------- | -------- | -------- | -------- | -------- | ----- | ------ | -------- | -------- |
| Andrezey Jezierski | Kenu egyes 200 m | 41,404   | 2.       | 7.       | 42,012   | 4.       | 9.       | B     | 44,041 | 1.       | 9.       |

### Szlalom
Férfi
| Versenyző      | Versenyszám | Selejtező | Selejtező | Selejtező | Selejtező | Selejtező     | Selejtező     | Elődöntő | Elődöntő | Döntő   | Döntő    |
| Versenyző      | Versenyszám | 1. futam  | 1. futam  | 2. futam  | 2. futam  | Jobb eredmény | Jobb eredmény | Elődöntő | Elődöntő | Döntő   | Döntő    |
| Versenyző      | Versenyszám | Pont      | Hely.     | Pont      | Hely.     | Pont          | Hely.         | Pont     | Hely.    | Pont    | Helyezés |
| -------------- | ----------- | --------- | --------- | --------- | --------- | ------------- | ------------- | -------- | -------- | ------- | -------- |
| Eoin Rheinisch | Kajak egyes | 89,97     | 6.        | 90,72     | 11.       | 89,97         | 12.           | 153,98   | 14.      | kiesett | kiesett  |

Női
| Versenyző    | Versenyszám | Selejtező | Selejtező | Selejtező | Selejtező | Selejtező     | Selejtező     | Elődöntő | Elődöntő | Döntő  | Döntő    |
| Versenyző    | Versenyszám | 1. futam  | 1. futam  | 2. futam  | 2. futam  | Jobb eredmény | Jobb eredmény | Elődöntő | Elődöntő | Döntő  | Döntő    |
| Versenyző    | Versenyszám | Pont      | Hely.     | Pont      | Hely.     | Pont          | Hely.         | Pont     | Hely.    | Pont   | Helyezés |
| ------------ | ----------- | --------- | --------- | --------- | --------- | ------------- | ------------- | -------- | -------- | ------ | -------- |
| Hannah Craig | Kajak egyes | 117,07    | 14.       | 108,99    | 11.       | 108,99        | 14.           | 116,12   | 10.      | 127,36 | 10.      |

## Kerékpározás

### Országúti kerékpározás
Férfi
| Versenyző      | Versenyszám   | Idő                 | Helyezés |
| -------------- | ------------- | ------------------- | -------- |
| Dan Martin     | Mezőnyverseny | 5:46:37 (+0:40)     | 90.      |
| Nicholas Roche | Mezőnyverseny | 5:46:37 (+0:40)     | 89.      |
| David McCann   | Mezőnyverseny | 5:46:37 (+0:40)     | 55.      |
| David McCann   | Időfutam      | 56:03,77 (+5:24,23) | 27.      |

### Pálya-kerékpározás
Omnium
| Versenyző     | Versenyszám | 200 méter | 200 méter | 30 km-es pontverseny | 30 km-es pontverseny | Kieséses verseny | 4 km-es egyéni üldözőverseny | 4 km-es egyéni üldözőverseny | 15 km-es scratch | 15 km-es scratch | 1000 m-es időfutam | 1000 m-es időfutam | Összesítés | Összesítés |
| Versenyző     | Versenyszám | Idő       | Hely.     | Pont                 | Hely.                | Hely.            | Eredmény                     | Hely.                        | Lekörözés        | Hely.            | Idő                | Hely.              | Pont       | Helyezés   |
| ------------- | ----------- | --------- | --------- | -------------------- | -------------------- | ---------------- | ---------------------------- | ---------------------------- | ---------------- | ---------------- | ------------------ | ------------------ | ---------- | ---------- |
| Martyn Irvine | Férfi       | 13,504    | 9.        | 47                   | 6.                   | 15.              | 4:32,948                     | 14.                          | –                | 9.               | 1:04,558           | 11.                | 64         | 13.        |

## Lovaglás
Díjlovaglás
| Versenyző     | Ló        | Versenyszám | 1. kör | 1. kör | 2. kör  | 2. kör  | Döntő     | Döntő   | Végeredmény | Végeredmény |
| Versenyző     | Ló        | Versenyszám | 1. kör | 1. kör | 2. kör  | 2. kör  | Technikai | Művészi | Végeredmény | Végeredmény |
| Versenyző     | Ló        | Versenyszám | Pont   | Hely.  | Pont    | Hely.   | Pont      | Pont    | Pont        | Helyezés    |
| ------------- | --------- | ----------- | ------ | ------ | ------- | ------- | --------- | ------- | ----------- | ----------- |
| Anna Merveldt | Coryolano | Egyéni      | 69,772 | 35.    | kiesett | kiesett | kiesett   | kiesett | kiesett     | kiesett     |

Díjugratás
| Versenyző     | Ló               | Versenyszám | Selejtező | Selejtező | Selejtező | Selejtező | Selejtező | Selejtező | Selejtező | Selejtező | Döntő   | Döntő   | Döntő   | Végeredmény | Végeredmény |
| Versenyző     | Ló               | Versenyszám | 1. kör    | 1. kör    | 2. kör    | 2. kör    | 2. kör    | 3. kör    | 3. kör    | 3. kör    | 1. kör  | 1. kör  | 2. kör  | Végeredmény | Végeredmény |
| Versenyző     | Ló               | Versenyszám | Bünt.     | Hely.     | Bünt.     | Össz.     | Hely.     | Bünt.     | Össz.     | Hely.     | Bünt.   | Hely.   | Bünt.   | Bünt.       | Helyezés    |
| ------------- | ---------------- | ----------- | --------- | --------- | --------- | --------- | --------- | --------- | --------- | --------- | ------- | ------- | ------- | ----------- | ----------- |
| Cian O’Connor | Blue Loyd 12     | Egyéni      | 0         | 1.        | 8         | 8         | 31.       | 12        | 20        | 38.       | 0       | 1.      | 1       | 1*          | *           |
| Billy Twomey  | Tinka’s Serenade | Egyéni      | 4         | 42.       | 8         | 12        | 56.       | kiesett   | kiesett   | kiesett   | kiesett | kiesett | kiesett | kiesett     | kiesett     |

Lovastusa
| Versenyző                                                       | Ló                                                                               | Versenyszám | Díjlovaglás | Díjlovaglás | Tereplovaglás | Tereplovaglás | Tereplovaglás | Díjugratás | Díjugratás  | Díjugratás | Díjugratás | Végeredmény | Végeredmény |
| Versenyző                                                       | Ló                                                                               | Versenyszám | Díjlovaglás | Díjlovaglás | Tereplovaglás | Tereplovaglás | Tereplovaglás | Selejtező  | Selejtező   | Selejtező  | Döntő      | Végeredmény | Végeredmény |
| Versenyző                                                       | Ló                                                                               | Versenyszám | Bünt.       | Hely.       | Bünt.         | Bünt. össz.   | Hely.         | Bünt.      | Bünt. össz. | Hely.      | Bünt.      | Bünt.       | Helyezés    |
| --------------------------------------------------------------- | -------------------------------------------------------------------------------- | ----------- | ----------- | ----------- | ------------- | ------------- | ------------- | ---------- | ----------- | ---------- | ---------- | ----------- | ----------- |
| Aoife Clark                                                     | Master Crusoe                                                                    | Egyéni      | 48,9        | 32.         | 3,6           | 52,5          | 21.           | 0,0        | 52,5        | 12.        | 0,0        | 52,5        | 7.          |
| Mark Kyle                                                       | Coolio                                                                           | Egyéni      | 58,7        | 61.         | 7,2           | 65,9          | 35.           | 6,0        | 71,9        | 32.        | 4,0        | 75,9        | 21.         |
| Joseph Murphy                                                   | Electric Cruise                                                                  | Egyéni      | 55,6        | 53.         | 4,8           | 60,4          | 29.           | 0,0        | 60,4        | 24.        | 0,0        | 60,4        | 14.         |
| Michael Ryan                                                    | Ballylynch Adventure                                                             | Egyéni      | 60,2        | 64.         | visszalépett  | visszalépett  | visszalépett  | kiesett    | kiesett     | kiesett    | kiesett    | kiesett     | kiesett     |
| Camilla Speirs                                                  | Portersize Just a Jiff                                                           | Egyéni      | 47,6        | 27.         | visszalépett  | visszalépett  | visszalépett  | kiesett    | kiesett     | kiesett    | kiesett    | kiesett     | kiesett     |
| Aoife Clark Mark Kyle Joseph Murphy Michael Ryan Camilla Speirs | Master Crusoe Coolio Electric Cruise Ballylynch Adventure Portersize Just a Jiff | Csapat      | 152,1       | 10.         | 26,7          | 178,8         | 8.            |            |             |            | 6,0        | 184,8       | 5.          |

* - egy másik versenyzővel azonos eredményt ért el, az ezüstéremről szétugratás döntött. 4 büntetőponttal és 46,64-os idővel a 2. helyen végzett, így bronzérmes lett.

## Ökölvívás
Férfi
| Versenyző      | Versenyszám | Selejtező                   | Nyolcaddöntő                   | Negyeddöntő                   | Elődöntő                      | Döntő                       | Helyezés |
| Versenyző      | Versenyszám | Ellenfél Eredmény           | Ellenfél Eredmény              | Ellenfél Eredmény             | Ellenfél Eredmény             | Ellenfél Eredmény           | Helyezés |
| -------------- | ----------- | --------------------------- | ------------------------------ | ----------------------------- | ----------------------------- | --------------------------- | -------- |
| Paddy Barnes   | Papírsúly   | erőnyerő                    | Thomas Essomba (CMR) · 15-10   | Devendro Szingh (IND) · 23-18 | Cou Si-ming (CHN) · 15-15+    | kiesett                     |          |
| Michael Conlan | Légsúly     | erőnyerő                    | Duke Micah (GHA) · 19-8        | Nordine Oubaali (FRA) · 22-18 | Robeisy Ramírez (CUB) · 10-20 | kiesett                     |          |
| John Joe Nevin | Harmatsúly  | Dennis Ceylan (DEN) · 21-6  | Kanat Abutalipov (KAZ) · 15-10 | Óscar Valdez (MEX) · 19-13    | Lázaro Álvarez (CUB) · 19-14  | Luke Campbell (GBR) · 11-14 |          |
| Adam Nolan     | Váltósúly   | Carlos Sánchez (ECU) · 14-8 | Andrej Zamkovoj (RUS) · 9-18   | kiesett                       | kiesett                       | kiesett                     | 9.       |
| Darren O’Neill | Középsúly   | Muideen Akanji (NGR) · 15-6 | Stefan Härtel (GER) · 12-19    | kiesett                       | kiesett                       | kiesett                     | 9.       |

Női
| Versenyző    | Versenyszám | Selejtező         | Negyeddöntő                 | Elődöntő                       | Döntő                        | Helyezés |
| Versenyző    | Versenyszám | Ellenfél Eredmény | Ellenfél Eredmény           | Ellenfél Eredmény              | Ellenfél Eredmény            | Helyezés |
| ------------ | ----------- | ----------------- | --------------------------- | ------------------------------ | ---------------------------- | -------- |
| Katie Taylor | Könnyűsúly  | erőnyerő          | Natasha Jonas (GBR) · 26–15 | Mavzuna Csorijeva (TJK) · 17-9 | Szofja Ocsigava (RUS) · 10-8 |          |

## Öttusa
| Versenyző               | Versenyszám | Vívás    | Vívás | Vívás | Úszás   | Úszás | Úszás | Lovaglás | Lovaglás | Lovaglás | Lovaglás | Futás/Lövészet | Futás/Lövészet | Futás/Lövészet | Futás/Lövészet | Összesen    | Összesen |
| Versenyző               | Versenyszám | Eredmény | Pont  | Hely. | Idő     | Pont  | Hely. | Idő      | Hibapont | Pont     | Hely.    | Lövőhiba       | Idő            | Pont           | Hely.          | Összes pont | Helyezés |
| ----------------------- | ----------- | -------- | ----- | ----- | ------- | ----- | ----- | -------- | -------- | -------- | -------- | -------------- | -------------- | -------------- | -------------- | ----------- | -------- |
| Arthur Lanigan-O’Keeffe | Férfi       | 14-21    | 736   | 29.*  | 2:02,44 | 1332  | 9.    | 85,13    | 80       | 1120     | 20.      | 12             | 11:08,69       | 2328           | 26.            | 5516        | 25.      |
| Natalya Coyle           | Női         | 19-16    | 856   | 11.** | 2:19,17 | 1132  | 20.   | 72,20    | 40       | 1160     | 5.       | 5              | 12:12,45       | 2072           | 13.            | 5220        | 9.       |

* -három másik versenyzővel azonos eredményt ért el

** - négy másik versenyzővel azonos eredményt ért el

## Sportlövészet
Férfi
| Versenyző     | Versenyszám | Selejtező | Selejtező | Döntő   | Döntő    |
| Versenyző     | Versenyszám | Pont      | Helyezés  | Pont    | Helyezés |
| ------------- | ----------- | --------- | --------- | ------- | -------- |
| Derek Burnett | Trap        | 116       | 27.       | kiesett | kiesett  |

## Tollaslabda
| Versenyző   | Versenyszám | Csoportkör                                                                            | Csoportkör | Nyolcaddöntő      | Negyeddöntő       | Elődöntő          | Bronz- mérkőzés   | Döntő             | Helyezés |
| Versenyző   | Versenyszám | Ellenfél Eredmény                                                                     | Hely.      | Ellenfél Eredmény | Ellenfél Eredmény | Ellenfél Eredmény | Ellenfél Eredmény | Ellenfél Eredmény | Helyezés |
| ----------- | ----------- | ------------------------------------------------------------------------------------- | ---------- | ----------------- | ----------------- | ----------------- | ----------------- | ----------------- | -------- |
| Scott Evans | Férfi egyes | P csoport · Lin Tan (CHN) · 8-21, 14-21                                               | 2.         | kiesett           | kiesett           | kiesett           | kiesett           | kiesett           | 17.      |
| Chloe Magee | Női egyes   | I csoport · Hádija Hoszni (EGY) · 21-17, 21-6 · Hongyan Pi (FRA) · 21-16, 18-21 14-21 | 2.         | kiesett           | kiesett           | kiesett           | kiesett           | kiesett           | 17.      |

## Torna
Férfi
| Versenyző    | Versenyszám | Selejtező | Selejtező | Döntő    | Döntő    |
| Versenyző    | Versenyszám | Pontszám  | Helyezés  | Pontszám | Helyezés |
| ------------ | ----------- | --------- | --------- | -------- | -------- |
| Kieran Behan | Talaj       | 13,966    | 53.       | kiesett  | kiesett  |

## Triatlon
| Versenyző       | Versenyszám | 1,5 km úszás | Depózás 1 | 40 km kerékpározás | Depózás 2 | 10 km futás | Összesítés | Összesítés |
| Versenyző       | Versenyszám | Idő          | Idő       | Idő                | Idő       | Idő         | Idő        | Helyezés   |
| --------------- | ----------- | ------------ | --------- | ------------------ | --------- | ----------- | ---------- | ---------- |
| Gavin Noble     | Férfi       | 17:24        | 0:37      | 58:50              | 0:30      | 32:26       | 1:49:47    | 23.        |
| Aileen Morrison | Női         | 19:36        | 0:41      | 1:10:59            | 0:36      | 36:24       | 2:08:16    | 43.        |

## Úszás
Férfi
| Versenyző    | Versenyszám | Előfutam | Előfutam | Előfutam | Elődöntő | Elődöntő | Elődöntő | Döntő   | Döntő    |
| Versenyző    | Versenyszám | Idő      | Hely.    | Össz.    | Idő      | Hely.    | Össz.    | Idő     | Helyezés |
| ------------ | ----------- | -------- | -------- | -------- | -------- | -------- | -------- | ------- | -------- |
| Barry Murphy | 50 m gyors  | 22,76    | 2.       | 29.      | kiesett  | kiesett  | kiesett  | kiesett | kiesett  |
| Barry Murphy | 100 m mell  | 1:01,57  | 8.       | 29.*     | kiesett  | kiesett  | kiesett  | kiesett | kiesett  |

Női
| Versenyző        | Versenyszám  | Előfutam   | Előfutam   | Előfutam   | Elődöntő | Elődöntő | Elődöntő | Döntő   | Döntő    |
| Versenyző        | Versenyszám  | Idő        | Hely.      | Össz.      | Idő      | Hely.    | Össz.    | Idő     | Helyezés |
| ---------------- | ------------ | ---------- | ---------- | ---------- | -------- | -------- | -------- | ------- | -------- |
| Grainne Murphy   | 200 m gyors  | nem indult | nem indult | nem indult | kiesett  | kiesett  | kiesett  | kiesett | kiesett  |
| Grainne Murphy   | 400 m gyors  | 4:19,07    | 8.         | 31.        |          |          |          | kiesett | kiesett  |
| Grainne Murphy   | 800 m gyors  | nem indult | nem indult | nem indult |          |          |          | kiesett | kiesett  |
| Melanie Nocher   | 100 m hát    | 1:02,44    | 3.         | 33.        | kiesett  | kiesett  | kiesett  | kiesett | kiesett  |
| Melanie Nocher   | 200 m hát    | 2:16,29    | 7.         | 34.        | kiesett  | kiesett  | kiesett  | kiesett | kiesett  |
| Sycerika Mcmahon | 100 m mell   | 1:08,80    | 8.         | 26.        | kiesett  | kiesett  | kiesett  | kiesett | kiesett  |
| Sycerika Mcmahon | 200 m vegyes | 2:14,76    | 3.         | 22.        | kiesett  | kiesett  | kiesett  | kiesett | kiesett  |

* - egy másik versenyzővel azonos időt ért el

## Vitorlázás
Férfi
| Versenyző                   | Versenyszám        | Futam | Futam | Futam | Futam | Futam | Futam | Futam | Futam | Futam | Futam | Futam | Futam | Futam | Futam | Futam | Futam   | Pontszám | Helyezés |
| Versenyző                   | Versenyszám        | 1     | 2     | 3     | 4     | 5     | 6     | 7     | 8     | 9     | 10    | 11    | 12    | 13    | 14    | 15    | É       | Pontszám | Helyezés |
| --------------------------- | ------------------ | ----- | ----- | ----- | ----- | ----- | ----- | ----- | ----- | ----- | ----- | ----- | ----- | ----- | ----- | ----- | ------- | -------- | -------- |
| James Espey                 | Laser              | 38    | 44    | 39    | 36    | (46)  | 42    | 27    | 27    | 25    | 35    |       |       |       |       |       | kiesett | 313      | 36.      |
| Scott Flanigan Gerald Owens | 470-es osztály     | 16    | 25    | 24    | 25    | 15    | 22    | 25    | (27)  | 16    | 5     |       |       |       |       |       | kiesett | 173      | 23.      |
| David Burrows Peter O’Leary | Csillaghajó        | 2     | 6     | 14    | 5     | 11    | 12    | (17*) | 7     | 11    | 7     |       |       |       |       |       | 20      | 95       | 10.      |
| Matt McGovern Ryan Seaton   | Könnyű 49-es dingi | 4     | 8     | 15    | 2     | 12    | (19)  | 11    | 9     | 14    | 7     | 15    | 7     | 13    | 16    | 16    | kiesett | 149      | 14.      |

Női
| Versenyző       | Versenyszám  | Futam | Futam | Futam | Futam | Futam | Futam | Futam | Futam | Futam | Futam | Futam | Pontszám | Helyezés |
| Versenyző       | Versenyszám  | 1     | 2     | 3     | 4     | 5     | 6     | 7     | 8     | 9     | 10    | É     | Pontszám | Helyezés |
| --------------- | ------------ | ----- | ----- | ----- | ----- | ----- | ----- | ----- | ----- | ----- | ----- | ----- | -------- | -------- |
| Annalise Murphy | Laser radial | 1     | 1     | 1     | 1     | 8     | (19)  | 2     | 10    | 3     | 7     | 10    | 44       | 4.       |

* - kizárták